# Bangi-dong
Bangi-dong là một phường, dong của Songpa-gu, Seoul, Hàn Quốc.

## Vận chuyển
- Ga Bangi của Tuyến Seoul 5
- Ga công viên Olympic của Tuyến Seoul 5
- Ga Mongchontoseong của Tuyến Seoul 8

## Liên kết
- (tiếng Hàn) Trang dân cư Bangi 1-dong Lưu trữ ngày 16 tháng 10 năm 2014 tại Wayback Machine
- Bản đồ Songpa-gu[liên kết hỏng]